# 397 (số)
397 (ba trăm chín mươi bảy) là một số tự nhiên ngay sau 396 và ngay trước 398.